# Afotische zone

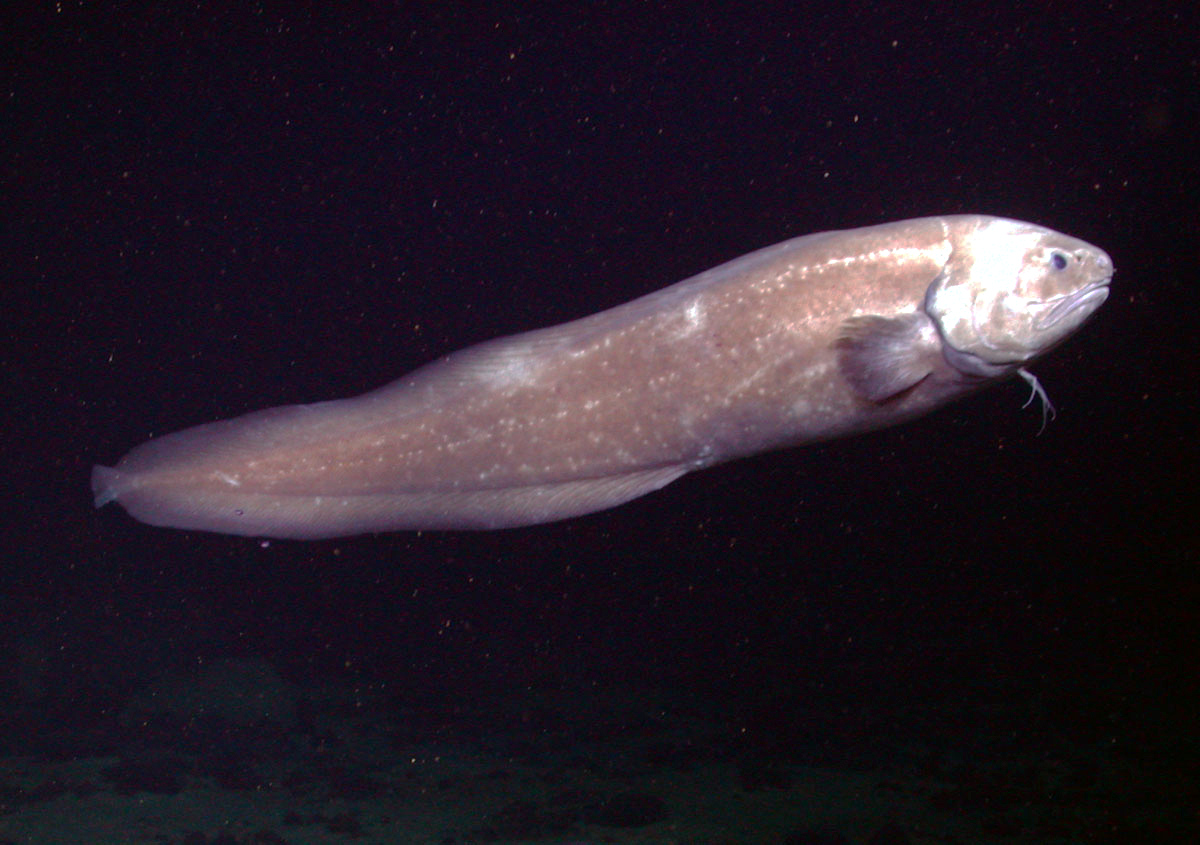
Een diepzeeaal in het duister op 3288 meter diep.

De afotische zone (Grieks: ἅφως aphōs = zonder licht) is het gedeelte van de waterkolom van een meer, zee of oceaan waar geen zonlicht doordringt. De bovengrens van de zone is de plek waar minder dan 1% van het aan de oppervlakte inkomende licht doordringt. De afotische zone ligt onder de fotische zone, het deel van de waterkolom waar zonlicht doordringt. De diepte van de afotische zone hangt af van de troebelheid van het water, het seizoen en de breedtegraad.
Het enige licht dat op deze diepte opvalt, is licht door bioluminescentie. Omdat in de afotische zone geen fotosynthese meer voorkomt, komt voedsel voor de hier levende dieren van naar beneden zinkende dode organismen.
In oceanen kan de diepte oplopen tot meerdere kilometers; op zulke grote diepte leven dieren als alen, reuzeninktvissen, vinarmigen en vampierinktvissen.